# Ciclización de Bönnemann
La Ciclización de Bönnemann es una reacción en química orgánica que consiste en la trimerización de una molécula de un nitrilo y dos moléculas de acetileno para producir piridina.

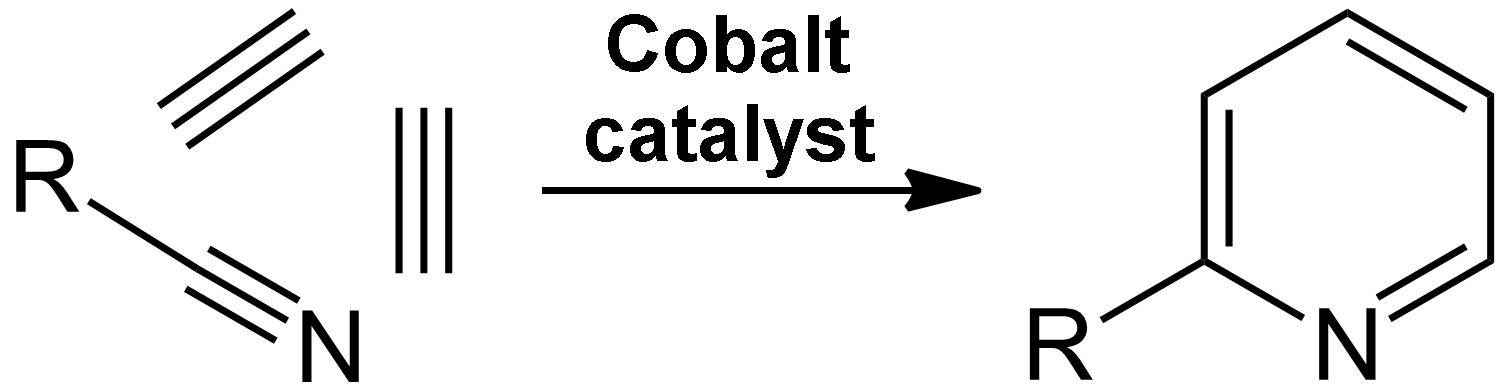
Esquema.

Es una modificación de la síntesis de Reppe. Puede ser activada por calor o luz. Mientras que la activación térmica requiere altas temperaturas y presiones, la cicloadición fotoinducida procede a temperatura ambiente en presencia de CoCp2(cod) (Cp = ciclopentadienil, cod = 1,5-ciclooctadieno) y se puede llevar a cabo incluso en agua. Varias piridinas pueden producirse por este método. Por ejemplo, cuando se utiliza acetonitrilo se forma la 2-metilpiridina, la cual puede ser desalquilada a piridina.